# تسروسکو
تسروسکو (به صربی: Crvsko) یک منطقهٔ مسکونی در صربستان است که در سینیتسا واقع شده‌است. تسروسکو ۳۸٫۵۳ کیلومتر مربع مساحت و ۱۴۰ نفر جمعیت دارد.